# Qūshā Bolāgh-e Pā'īn
Qūshā Bolāgh-e Pā'īn (persiska: قوشا بُلاغِ سُفلَى, قوشا بلاغ پائین, Qūshā Bolāgh-e Soflá, Qūshā Bolāgh-e Pā’īn, قُوشا بُلاغِ سُفلَى) är en ort i Iran.   Den ligger i provinsen Västazarbaijan, i den nordvästra delen av landet, 700 km nordväst om huvudstaden Teheran. Qūshā Bolāgh-e Pā'īn ligger 1 741 meter över havet och antalet invånare är 185.
Terrängen runt Qūshā Bolāgh-e Pā'īn är huvudsakligen kuperad, men norrut är den bergig. Runt Qūshā Bolāgh-e Pā'īn är det ganska glesbefolkat, med 48 invånare per kvadratkilometer. Närmaste större samhälle är Bāsh Kahrīz, 12,8 km nordost om Qūshā Bolāgh-e Pā'īn. Trakten runt Qūshā Bolāgh-e Pā'īn består i huvudsak av gräsmarker.